# Římskokatolická farnost Mirotice
Římskokatolická farnost Mirotice (latinsky Miroticium) je územní společenství římských katolíků v Miroticích a okolí. Organizačně spadá do vikariátu Písek, který je jedním z deseti vikariátů českobudějovické diecéze.

## Historie farnosti
Zdejší plebánie existovala již v roce 1299, roku 1901 byla farnost povýšena na děkanství. Matriky jsou vedeny od roku 1663.

## Kostely a kaple na území farnosti
| Kostel (kaple)     | Místo     | Bohoslužby | Bohoslužby | Poznámka     |
| ------------------ | --------- | ---------- | ---------- | ------------ |
| kostel sv. Jiljí   | Mirotice  | neděle     | 9.15       | farní kostel |
| kaple sv. Vojtěcha | Boudy     |            |            |              |
| kaple              | Lom       |            |            |              |
| kaple              | Lučkovice |            |            |              |
| kaple              | Neradov   |            |            |              |

## Ustanovení ve farnosti
Administrátorem excurrendo je od roku 2009 Mgr. Ludvík František Hemala CFSsS, farní vikář písecké farnosti. Působí zde také dva trvalí jáhnové, Bc. Jiří Kabíček z Nové Vsi a Josef Košatka z Ostrovce.